# Дманисское ущелье
Дманисское ущелье (груз. დმანისხევი, Дманисхеви) — историко-географический регион, расположенный на востоке современной Грузии, на территории Болнисского и Дманисского муниципалитетов. Это было прежнее название долины Машавери. 
Археологические находки в этом районе подтверждают, что Дманисское ущелье было заселено еще в каменном веке. В более ранние феодальные времена территория бассейна реки Машавери формировала отдельное административно-территориальное образование, Квешисхеви (административный центр Квеши), который епархиально объединялся с Таширом в единую епархию (Дманский епископ впервые упоминается в источниках в VI веке). С IX века центром стал Дманиси, и с этого момента ущельем начали называть Дманисским. Важные торговые и караванные пути проходили через Дманисское ущелье, ведущие в Ташири, Тао, Армению и Византию. Через этот район проходили местные дороги в Зуртакет-Триалети, Самшвилде, Болниси, Кахети и Хунани (по историческим дорогам сохранилось множество разрушенные мосты и крепости). В средневековый период большая часть Дманисского ущелья была королевским имением, а в последнее феодальное время принадлежала феодальному роду Орбелишвили. В это же время Дманисское ущелье как военно-административная единица было включено в «фронтовое знамя (садрошо)». В последний период позднего феодального времени сложная внешняя обстановка и внутренний феодальный беспорядок вынудили местное население Дманисского ущелья покинуть это место. Позже сюда поселились грузины из Джавахети и Шида-Картли, армяне и татары.
Среди культурных памятников Дманисского ущелья стоит отметить: места раннего христианского периода в деревнях Акаурта (Болнисский муниципалитет) и Укангори (Дманисский муниципалитет); также стелы с архаичными резьбами, рельефы и древнегрузинские надписи.